# Estación de Remicourt
La estación de Remicourt es una estación de tren belga situada en Remicourt, en la provincia de Lieja, región Valona.
Pertenece a la línea  de S-Trein Lieja.

## Situación ferroviaria
Situada a una altitud de 135 metros, la estación de Remicourt está situada en el punto kilométrico (PK) 79,283 de la línea 36, de Bruselas-Norte a Lieja-Guillemins, entre las estaciones de Bleret y Momalle.

## Historia
La parada de Remicourt se pone en servicio el 1 de agosto de 1864 por la Administración Estatal de Ferrocarriles Belgas en un tramo puesto en servicio en 1838 de la línea de Malinas a la frontera prusiana, pasando por Lovaina y Lieja.
A principios de la década de 1880 se construyó un edificio de ladrillo para la estación, junto con un almacén de mercancías. Este último fue demolido mientras que el edificio de la estación ya no es accesible a los pasajeros.
En 2017 se renovó el edificio de la estación, propiedad del municipio, y en 2023 se reurbanizó la zona alrededor de la estación.

## Intermodalidad
Actualmente, no hay conexiones con otros medios de transporte.